# Beautiful garbage
Beautiful garbage, typografisch weergegeven als beautifulgarbage, is een muziekalbum van Garbage uit 2001. Van dit album was Cherry Lips hun grootste hit.

## Tracklist
| Nummer | Titel                | Duur |
| 1.     | Shut your Mouth      | 3:25 |
| 2.     | Androgyny            | 3:10 |
| 3.     | Can’t Cry            | 4:16 |
| 4.     | Till the Day I Die   | 3:28 |
| 5.     | Cup of Coffee        | 4:31 |
| 6.     | Silence is Golden    | 3:50 |
| 7.     | Cherry Lips          | 3:12 |
| 8.     | Breaking Up the Girl | 3:33 |
| 9.     | Drive you Home       | 3:58 |
| 10.    | Parade               | 4:07 |
| 11.    | Nobody Loves you     | 5:08 |
| 12.    | Untouchable          | 4:03 |
| 13.    | So Like a Rose       | 6:18 |